# 田川誠治
田川 誠治（たがわ せいじ、1892年（明治25年）8月5日 - 没年不明）は、日本の商人（米穀並びに酒類商）、実業家、政治家。

## 人物
神奈川県三浦郡田浦町（現横須賀市）出身。田川平三郎の二男。1916年3月、慶應義塾大学部理財科卒業。米穀並びに酒類商を営む。神奈川県会議員に当選し、2期つとめた。
横須賀酒類商業組合理事長、横須賀タクシー会長、湘南商事、神奈川県容器各社長、田浦土地建物、神奈川無尽、神奈川県油工業、神奈川県食糧工業各取締役、神奈川県食糧営団専務理事などをつとめた。
自由主義者で、福沢諭吉の「独立自尊」を信奉しており、子供には干渉しなかった。趣味は政治、読書。宗教は浄土宗。住所は神奈川県横須賀市浦郷。

## 家族・親族
田川家
- 祖父・幸蔵 - 幸蔵の父秀吉は田川家14代目与左衛門の長男[6]。秀吉は長男だったが、家業の造船業を嫌って弟に家を譲り、分家して米酒商を始めた[6]。最初は商売を小さくやっていたが、幸蔵と平三郎が大きくした[6]。
- 父・平三郎（1868年 - 1951年、米酒商、神奈川多額納税者、衆議院議員） - 三重県人・高橋萬蔵の六男で、田川幸蔵の養子[3]。
- 母・クラ（1871年 - ?、田川幸蔵の三女）
- 妻・久良子（1897年 - ?、神奈川、村田久吉の妹）[2][3]
- 長男・誠一[1]（1918年 - 2009年、衆議院議員、新自由クラブ代表）
- 二男[1][4]
- 三男[1][4]
- 四男[1][4]
- 五男[1][4]

親戚
- 妹の夫・河野一郎（衆議院議員）